# Sân vận động Tưởng niệm Robert F. Kennedy
Sân vận động Tưởng niệm Robert F. Kennedy (tiếng Anh: Robert F. Kennedy Memorial Stadium, thường được gọi là Sân vận động RFK, ban đầu có tên gọi là Sân vận động District of Columbia) là một sân vận động đa năng không còn tồn tại ở Washington, D.C. Sân cách Điện Capitol Hoa Kỳ khoảng 2 dặm (3 km) về phía Đông, gần bờ phía tây của sông Anacostia và bên cạnh D.C. Armory. Được khánh thành cách đây 60 năm vào năm 1961, sân thuộc sở hữu của chính phủ liên bang cho đến năm 1986.
Sân vận động RFK từng là sân nhà của một đội National Football League (NFL), hai đội Major League Baseball (MLB), năm đội bóng đá chuyên nghiệp, hai đội bóng bầu dục đại học, một trận đấu bowl và một đội USFL. Sân đã tổ chức năm trận đấu vô địch NFC, hai trận đấu MLB All-Star, các trận đấu World Cup của nam và nữ, chín trận đấu bóng đá vòng một của nam và nữ tại Thế vận hội 1996, ba trận đấu Cúp MLS, hai trận đấu MLS All-Star, và nhiều trận đấu giao hữu và các trận đấu vòng loại World Cup của Hoa Kỳ. Sân đã tổ chức các môn bóng bầu dục đại học, bóng đá đại học, giao hữu bóng chày, các trận đấu quyền Anh, một giải đấu đua xe đạp, một giải đấu đua ô tô American Le Mans Series, các giải đấu marathon và hàng chục buổi hòa nhạc lớn và các sự kiện khác.
RFK là một trong những sân vận động lớn đầu tiên được thiết kế để tổ chức cả môn bóng chày và bóng bầu dục. Mặc dù các sân vận động khác đã phục vụ mục đích này, chẳng hạn như Sân vận động Cleveland (1931) và Sân vận động Tưởng niệm Baltimore (1950), RFK là một trong những sân vận động đầu tiên sử dụng thiết kế "khuôn cắt bánh quy" hình tròn.
Sân được sở hữu và điều hành bởi Events DC (cơ quan kế nhiệm của DC Armory Board), một tổ chức bán công trực thuộc chính quyền thành phố, theo hợp đồng thuê kéo dài đến năm 2038 từ Cục Công viên Quốc gia Hoa Kỳ, đơn vị sở hữu khu đất.
Vào ngày 5 tháng 9 năm 2019, các quan chức của Events DC đã công bố kế hoạch phá dỡ sân vận động do chi phí bảo trì. Một năm sau, họ thuê một nhà thầu giám sát việc phá dỡ, dự kiến bắt đầu vào năm 2022 với chi phí 20 triệu đô la.

## World Cup 1994
Sân vận động Tường niệm Robert F.Kennedy tổ chức 5 trận đấu tại World Cup 2014, bao gồm 4 trận đấu ở vòng bảng và 1 trận ở vòng 16 đội.
| Ngày                | Giờ   | Đội         | Kết quả | Đội         | Vòng        | Khán giả |
| ------------------- | ----- | ----------- | ------- | ----------- | ----------- | -------- |
| 19 tháng 6 năm 1994 | 16:00 | Na Uy       | 1 - 0   | México      | Bảng E      | 52.395   |
| 20 tháng 6 năm 1994 | 19:30 | Hà Lan      | 2 - 1   | Ả Rập Xê Út | Bảng F      | 61.219   |
| 28 tháng 6 năm 1994 | 12:30 | Ý           | 1 - 1   | México      | Bảng E      | 52.535   |
| 29 tháng 6 năm 1994 | 12:30 | Bỉ          | 0 - 1   | Ả Rập Xê Út | Bảng F      | 52.959   |
| 2 tháng 7 năm 1994  | 16:30 | Tây Ban Nha | 3 - 0   | Thụy Sĩ     | Vòng 16 đội | 53.121   |